# Veslanje na Poletnih olimpijskih igrah 1920
Veslanje na Poletnih olimpijskih igrah 1920 je obsegalo pet disciplin v moški kategoriji. Tekme so se odvijale med 27. avgustom 1920 in 29. avgustom 1920 v belgijskem Antwerpnu. 
Na teh igrah so prvič nastopili bodoči trikratni dobitniki zlatih olimpijskih medalj; John B. Kelly, Sr., Jack Beresford ter Paul Costello. Kelly in Beresford sta se na tekmi enojcev pomerila v dramatični tekmi, ki jo je dobil Kelly. Takoj po zmagi je Kelly sedel v čoln skupaj s svojim bratrancem Paulom Costellom. Par je zlahka zmagal tudi v tej tekmi. Beresford je kasneje na petih zaporednih olimpijadah osvojil zlato medaljo. 
V osmercu je ZDA predstavljalo moštvo Pomorske akademije, na naslednjih sedmih olimpijadah pa je ZDA predstavljal čoln ene od Univerz, ZDA pa so vedno osvojile zlato medaljo. 

## Pregled medalj
| Event               | Zlato | Srebro | Bron |
| Enojec              | ZDA · Jack Kelly | Združeno kraljestvo Jack Beresford | Nova Zelandija Clarence Hadfield D'Arcy                                                                                               |
| Dvojni dvojec       | ZDA · Jack Kelly · Paul Costello | Italija Erminio Dones Pietro Annoni | Francija · Alfred Plé · Gaston Giran                                                                                                  |
| Dvojec s krmarjem   | Italija Ercole Olgeni Giovanni Scatturin Guido De Filip                                                                                                 | Francija · Gabriel Poix · Maurice Bouton · Ernest Barberolle                                                                                            | Švica Edouard Candeveau Alfred Felber Paul Piaget                                                                                     |
| Četverec s krmarjem | Švica Willy Brüderlin Max Rudolf Paul Rudolf Hans Walter Paul Staub                                                                                     | ZDA · Kenneth Myers · Carl Klose · Franz Federschmidt · Erich Federschmidt · Sherman Clark                                                              | Norveška Birger Var Theodor Klem Henry Larsen Per Gulbrandsen Thoralf Hagen                                                           |
| Osmerec             | ZDA · Virgil Jacomini · Edwin Graves · William Jordan · Edward Moore · Alden Sanborn · Donald Johnston · Vincent Gallagher · Clyde King · Sherman Clark | Združeno kraljestvo Ewart Horsfall Guy Oliver Nickalls Richard Lucas Walter James John Campbell Sebastian Earl Ralph Shove Sidney Swann Robin Johnstone | Norveška Theodor Nag Conrad Olsen Adolf Nilsen Håkon Ellingsen Thore Michelsen Arne Mortensen Karl Nag Tollef Tollefsen Thoralf Hagen |

## Države udeleženke
Na igrah je nastopilo 135(*) veslačev iz 14 držav:
- Belgija - 20
- Brazilija - 5
- Kanada - 5
- Češkoslovaška - 15
- Danska - 1
- Francija - 13(*)
- Združeno kraljestvo - 10
- Italija - 6
- Nizozemska - 12
- Nova Zelandija - 1
- Norveška - 13
- Švedska - 6
- Švica - 13
- ZDA - 15

(*) Opomba: Francoski krmar Ernest Barberolle in Émile Barberolle sta ista oseba.

## Razporeditev medalj
| Mesto | Država              | Zlato | Srebro | Bron | Skupaj |
| 1     | ZDA                 | 3     | 1      | 0    | 4      |
| 2     | Italija             | 1     | 1      | 0    | 2      |
| 3     | Švica               | 1     | 0      | 1    | 2      |
| 4     | Združeno kraljestvo | 0     | 2      | 0    | 2      |
| 5     | Francija            | 0     | 1      | 1    | 2      |
| 6     | Norveška            | 0     | 0      | 2    | 2      |
| 7     | Nova Zelandija      | 0     | 0      | 1    | 1      |